# Аллаг (бог Місяця)
Гіпотеза про те, що Аллаг (ім'я Бога в ісламі) історично був божеством, якому поклонялися як богу Місяця в доісламській Аравії, була запропонована на початку 20-го століття. Тогочасні араби поклонялися 360 богам у Каабі, наймогутнішим з яких був Хубал, бог Місяця, який, згідно з цим поглядом, був еквівалентний Аллагу.
Цю ідею вперше висунув у 1901 році екскаватор Гуго Вінклер, коли ототожнив доісламського Аллаха з іншим доісламським арабським божеством, відомим як Хубал, якого він назвав богом Місяця. Пізніші вчені відкинули цю думку, стверджуючи, що набатейське походження Хубала не відповідає контексту південноарабських вірувань.
Лінгвісти зазвичай вважають, що слово «Аллаг» походить від «Аль-Ілаг». З часом «Аль-Ілаг» почали вимовляти як «Аллах» у складеному вигляді, і паралельно з розвитком монотеїзму в Аравії цьому слову приписували більш абстрактні значення. Після поширення ісламу на території Російської Імперії, слово дійшло до української з російської мови.

## Докази

### Походження
Слово Аллаг передує ісламу. Як зазначив Артур Джеффрі:
Ім'я Аллах було добре відоме в доісламській Аравії, про що свідчить сам Коран. Дійсно, і воно, і його жіноча форма Аллат нерідко зустрічаються серед теофорізованих імен у написах з Північної Аравії.
Вчений 19-го століття Юліус Велльгаузен також розглядав поняття Аллага (al-ilah, бог) як «форму абстракції», що походить від місцевих богів Мекки.

Єврейські слова, що означають Бога, включають Ель та Елоах. Професор Альфред Гійом зазначає, що термін аль-ілах походить від семітського кореня, який зрештою використовується як загальний термін для позначення божественності. Він також стверджував, що прикметник «бог» вперше був використаний як назва бога Місяця, але це суто «античніший» підхід у тому ж сенсі, що й походження англійського слова «god»:
Деякі вчені пов'язують це ім'я з Ілахом, титулом бога Місяця в Південній Аравії, але це питання більше цікавить любителів античності. З набатейських та інших написів зрозуміло, що Аллаг означає «бог».
Слово «Аллаг» також використовується арабомовними християнами та євреями в Аравії. Воно також використовувалося немусульманськими арабськими монотеїстами, відомими як ханіфи.

### Місячний календар
Місяць відіграє важливу роль в ісламі через використання місячного ісламського календаря для визначення дати Рамадану. Півмісяць визначає початок і кінець ісламських місяців, як і у вавилонському календарі. Необхідність точно визначити час появи півмісяця була одним зі стимулів для мусульманських вчених вивчати астрономію. У Корані підкреслюється, що місяць сам по собі є знаменням Бога, а не богом.

### Арабський бог Хубал
До ісламу в Каабі стояла статуя, що представляла бога Хубала, якого місцеві жителі вважали наділеним божественною силою. Цей аргумент ґрунтується на історичних світських дослідженнях походження мусульманського погляду на Аллага і політеїзму доісламської Аравії, що датуються дев'ятнадцятим сторіччям. Ці дослідження стосуються походження та еволюції слова «Аллаг» і міфологічної ідентичності Хубала.